# موقعیت عمودی
موقعیت عمودی به یک موقعیت در امتداد جهت عمودی (در راستای شاغولی) نسبت به بالا یا پایین یک مبنای عمودی (یک سطح مرجع مانند سطح دریای آزاد) گفته می‌شود. فاصله عمودی یا جدایی عمودی به فاصله میان دو موقعیت عمودی گفته می‌شود. چند مختصات عمودی برای بیان موقعیت عمودی وجود دارد، مانند ژرفا (عمق)، بلندا، فرازا، ارتفاع و غیره. به‌طور قراردادی گفته می‌شود که نقاط قرارگرفته بر روی یک سطح زمین‌پتانسیل، در همان سطح عمودی قرار دارند، مانند سطح آب. دامنه تابع در امتداد خط عمودی، توزیع عمودی یا نمایه عمودی نامیده می‌شود.

## تعریف‌ها
سازمان بین‌المللی استانداردسازی (ISO) و به‌طور خاص‌تر سامانه مرجع مکانی ISO 19111 دو تعریف زیر را ارائه می‌دهند:
- ژرفا (depth): فاصله یک نقطه از یک سطح مرجع انتخاب‌شده به سمت پایین که در امتداد یک خط عمود بر آن سطح اندازه‌گیری می‌شود.[۲]
- بلندا (height): فاصله یک نقطه از یک سطح مرجع انتخاب‌شده به سمت بالا که در امتداد یک خط عمود بر آن سطح اندازه‌گیری می‌شود.[۲]

در ISO 6709 (نسخه ۲۰۰۸) تعریف‌های زیر نیز ارائه شده است:
- فرازا (altitude): ارتفاعی که سطح مرجع انتخاب‌شده، میانگین سطح دریا است.[۲]

سازمان بین‌المللی هوانوردی کشوری (ICAO) تعریف‌های مشابهی ارائه می‌دهد:
- فرازا (altitude): فاصله عمودی یک سطح، یک نقطه یا یک جسمِ در نظر گرفته‌شده به عنوان یک نقطه، که از میانگین سطح دریا (MSL) اندازه‌گیری می‌شود.[۳]
- بلندا (height): فاصله عمودی یک سطح، یک نقطه یا یک جسمِ در نظر گرفته‌شده به عنوان یک نقطه، که از یک مرجع مبنای خاص اندازه‌گیری می‌شود.[۳]

تعریف بیشتر سازمان بین‌المللی هوانوردی کشوری:
- ارتفاع از سطح دریا (elevation): فاصله عمودی یک نقطه یا یک سطح، بر روی سطح زمین یا چسبیده به سطح زمین، که از میانگین سطح دریای آزاد اندازه‌گیری می‌شود.[۳]

به عنوان مثال، ارتفاع می‌تواند ارتفاع زمین یا یک ساختمان باشد.

### کمیت‌های مشتق‌شده
چندین کمیت فیزیکی را می‌توان بر اساس تعریف‌های بالا ارائه کرد:
- ژرفای زیر بستر دریا
- ژرفای چاه
- ارتفاع خشک‌شدن
- ارتفاع دینامیکی
- ارتفاع بیضی‌واری
- ارتفاع زمین‌مرکز
- زمین‌پتانسیل
- ارتفاع بالاتر از سطح دریای آزاد
- ارتفاع بالاتر از میانگین سرزمین
- ارتفاع از سطح زمین
- ژرفای اندازه‌گیری‌شده
- ارتفاع نرمال
- ارتفاع قائم
- ضخامت (زمین‌شناسی)
- ژرفای عمودی حقیقی

## یکاها
کمیت‌های فاصله عمودی مانند ارتفاع قائم ممکن است با یکاهای مختلفی مانند متر، پا و… بیان شود.
برخی از کمیت‌های خاص مختصات عمودی بر پایه طول (درازا) نیستند، برای نمونه، مقادیر زمین‌پتانسیل با m2/s2 نشان داده می‌شود. نرمال‌سازی مقادیر زمین‌پتانسیل با یک مقدار گرانش اسمی ثابت (یکاهای m/s2) یکاهای متر را به دست می‌دهد، مانند ارتفاع زمین‌پتانسیلی (بر پایه گرانش استاندارد) یا ارتفاع دینامیکی (بر پایه گرانش نرمال عرض جغرافیایی ۴۵ درجه). با وجود بعد فیزیکی و یکای طول، مختصات عمودی نشان‌دهنده فاصله در فضای فیزیکی نیست، همان‌طور که با خط‌کش یا متر نواری اندازه‌گیری می‌شود. گاهی اصطلاحات متر زمین‌پتانسیلی (با نماد gpm یا m') یا متر دینامیکی برای تأکید معرفی شده‌اند. اما این رویه در دستگاه بین‌المللی یکاها (SI) قابل قبول نیست.
یکی دیگر از یکاهای غیر SI، متر عمودی است و برای زمان‌هایی معرفی شده است که ممکن است بین فواصل عمودی، افقی یا مایل سردرگمی وجود داشته باشد. از این یکا برای صعودهای مسافتی در ورزش‌هایی مانند کوهنوردی، اسکی آلپاین، پیاده‌گردی، دویدن یا دوچرخه‌سواری در کشورهای آلمانی‌زبان استفاده می‌شود. مخفف 'Hm' که از واژه آلمانی Höhenmeter (به‌معنای متر عمودی) گرفته شده، برای این یکا به‌کار می‌رود. اگر قبل از آن علامت '±' باشد، به افزایش تجمعی ارتفاع اشاره دارد.

## اندازه‌گیری
ابزارها و تکنیک‌های مختلفی ممکن است برای اندازه‌گیری یا تعیین موقعیت عمودی استفاده شود:
- فرازیاب
- ژرفاسنجی
- نقاط مبنا
- ژرفاسنج
- گمانه‌زنی ژرفایی
- فرازسنج
- توپوگرافی
- جزر و مد سنج
- سطح آب (دستگاه)

## پدیده‌ها
بسیاری از پدیده‌های فیزیکی به موقعیت عمودی مربوط می‌شوند که توسط گرانش هدایت می‌شود:
- Hydraulic head
  - Stage (hydrology)
- هم‌ایستایی (زمین‌شناسی)
- سطح دریای آزاد
  - زمین‌وار
  - توپوگرافی سطح اقیانوس
- آهنگ کاهش
- ناهمواری
  - مدل دیجیتال ارتفاع
  - برجستگی توپوگرافی
- جابه‌جایی عمودی
  - برخاست پسایخچالی
  - فرونشست زمین
  - بالاآمدگی زمین‌ساختی
- تغییر فشار عمودی